# Karl Neumaier
Karl Neumaier (* 25. August 1873 in Straubing; † 4. Januar 1947 in München) war ein deutscher Verwaltungsjurist und bayerischer Staatsminister der Finanzen.

## Leben
Nach dem Studium der Rechtswissenschaften an der Ludwig-Maximilians-Universität München, der Christian-Albrechts-Universität zu Kiel und der Julius-Maximilians-Universität Würzburg promovierte Karl Neumaier 1896 mit der Dissertation „Bona fides als Erfordernis des Eigentumserwerbs durch Spezifikation“  zum Dr. jur. und legte 1898 das Große juristische Staatsexamen ab. Im Jahr 1892 wurde er in das Corps Bavaria München rezipiert.  Nach kurzer Zeit als Praktikant beim Rentamt in Weiden war er von 1899 bis 1902 Akzessist in der Kammer der Finanzen bei der Regierung von Schwaben. Dort stieg er 1906 zum Regierungsrat  Fiskalrat auf und wurde 1908 in das 

Staatsministerium der Finanzen einberufen. Dort wurde er 1911 Oberregierungsrat  und 1915 Ministerialrat. Vom 25. März 1919 bis zum 31. Mai 1919 war er bayerischer Staatsminister der Finanzen. Faktisch wurde er vom 12. April 1919 an durch den Staatsrat Sigmund Haller von Hallerstein im Amt vertreten.
Neumaier war zugleich Mitglied des Staatsausschusses in Bayern. Zum 1. April 1920 wurde er als Ministerialrat Abteilungsleiter im Finanzministerium und dort zum 1. Juli 1920 Ministerialdirektor. Am 20. April 1933 wurde ihm der Titel Staatsrat, von 1918 an eine Auszeichnung für höhere Ministerialbeamte, verliehen.
Zum 1. September 1939 wurde Neumaier in den Ruhestand verabschiedet.